# Xavier Tillman
Xavier Justis Tillman Sr. (Grand Rapids, 12 de janeiro de 1999) é um jogador norte-americano de basquete profissional que atualmente joga pelo Boston Celtics.
Ele jogou basquete universitário por Michigan State e foi selecionado pelo Sacramento Kings como a 35º escolha geral no Draft da NBA de 2020.

## Primeiros anos
Em sua infância, Tillman jogou beisebol, futebol, futebol americano e basquete, mas preferiu os dois últimos esportes. Ele tinha 1,96 m quando tinha 14 anos. Tillman jogou basquete da Amateur Athletic Union (AAU) pelo Grand Rapids Storm.

## Carreira no ensino médio
Em sua temporada de calouro pela Forest Hills Central High School em Grand Rapids, Michigan, ele teve médias de 13,9 pontos, 7,6 rebotes e 4,3 bloqueios. Em seu segundo ano, Tillman teve médias de 15,5 pontos e 9,7 rebotes e levou sua equipe às Semifinais Regionais com um recorde de 23-1.
No verão de 2015, Tillman anunciou que estava planejando se transferir para a Grand Rapids Christian High School em Grand Rapids, citando a falta de diversidade cultural no Forest Hills Central e seu próprio desejo de se "reorientar" academicamente. Sua decisão provocou uma disputa legal entre seus pais, porque seu pai apoiou sua transferência, enquanto sua mãe queria que ele permanecesse. Em agosto, ele foi liberado para se transferir, mas não pôde jogar em seu primeiro semestre devido às regras de transferência da Michigan High School Athletic Association (MHSAA). Em sua terceira temporada, Tillman teve médias de 16 pontos, 10,4 rebotes e 2,9 assistências para ajudar sua equipe a conquistar os títulos de conferência e distritais. Em seu último ano, ele teve médias de 13,9 pontos, 10,9 rebotes, 5,2 assistências e 4,2 bloqueios e foi nomeado finalista do Mr. Basketball de Michigan.
Tillman era um recruta de quatro estrelas e foi considerado pelo 247Sports como o melhor prospecto em Michigan. Em 30 de setembro de 2016, ele se comprometeu verbalmente a jogar por Michigan State.

## Carreira universitária

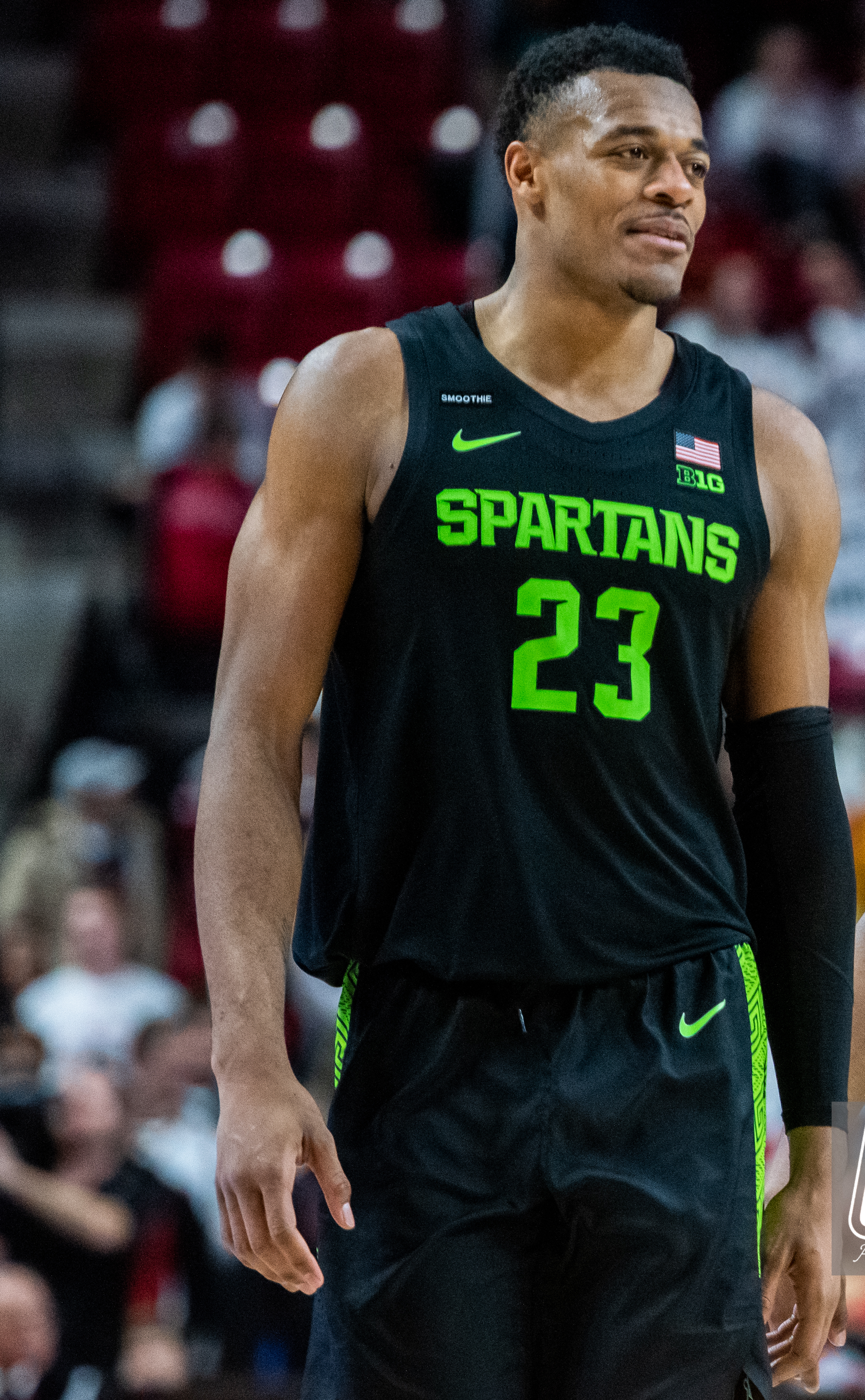
Tillman em fevereiro de 2020

Em 10 de novembro de 2017, Tillman fez sua estreia por Michigan State e teve quatro pontos e três rebotes na vitória por 98 a 66 sobre North Florida. Em 35 jogos da primeira temporada, ele teve médias de 2,8 pontos, 2,6 rebotes e 0,7 bloqueio. Durante essa temporada, ele perdeu peso significativo em um esforço para melhorar seu condicionamento. Tillman reduziu seu peso de 125 kg no início de seu ano de calouro para menos de 113 kg em sua segunda temporada.
Em seu terceiro jogo em seu segundo ano, ele teve seu primeiro duplo-duplo com 11 pontos e 13 rebotes na vitória por 80 a 59 sobre Louisiana-Monroe. Em 21 de janeiro de 2019, Tillman teve 10 pontos e cinco bloqueios, o maior número de bloqueios de um jogo por um jogador de Michigan State desde Jaren Jackson Jr. em fevereiro de 2018. No final da temporada regular, Tillman foi nomeado o Sexto Jogador do Ano da Conferência Big Ten. Em 31 de março, no Elite Eight do Torneio da NCAA de 2019, ele igualou seu recorde de pontuação na carreira com 19 pontos e ajudou sua equipe a derrotar Duke por 68 a 67.
Em 5 de janeiro de 2020, ele registrou 20 pontos, 11 rebotes e seis bloqueios na vitória por 87 a 69 sobre Michigan. No final da temporada regular, Tillman foi nomeado para a Segunda Equipe da Big Ten pelos treinadores e mídia e foi o Jogador Defensivo do Ano da Big Ten. Em sua terceira temporada, ele teve médias de 13,7 pontos, 10,4 rebotes, 3,0 assistências e 2,1 bloqueios e após a temporada, se declarou para o draft da NBA de 2020.

## Carreira profissional

### Memphis Grizzlies (2020–2024)
Tillman foi selecionado pelo Sacramento Kings como a 35ª escolha geral no draft da NBA de 2020. No entanto, ele foi negociado para o Memphis Grizzlies na noite do draft. Em 28 de novembro de 2020, Tillman assinou seu contrato de novato com os Grizzlies. Em 20 de abril de 2021, ele registrou recordes na carreira de 18 pontos e 14 rebotes em uma derrota por 137 a 139 na prorrogação para o Denver Nuggets.
Durante o segundo jogo do Torneio Play-In dos Grizzlies, Tillman registrou onze pontos, sete rebotes e três roubos de bola na vitória por 117-112 sobre o Golden State Warriors. Com a vitória, os Grizzlies se classificaram para a pós-temporada pela primeira vez desde 2017 e enfrentaram o Utah Jazz na primeira rodada. Tillman fez sua estreia nos playoffs em 23 de maio, pegando dois rebotes na vitória por 112-109 no Jogo 1. Os Grizzlies acabaram perdendo a série para o Jazz em cinco jogos.
Em 24 de março de 2022, Tillman marcou 16 pontos na vitória por 133-103 sobre o Indiana Pacers. Os Grizzlies enfrentaram o Minnesota Timberwolves durante a primeira rodada dos playoffs. Em 19 de abril, Tillman registrou 13 pontos e sete rebotes na vitória por 124-96 no Jogo 2. Os Grizzlies venceram a série em seis jogos mas foram eliminados em seis jogos na segunda rodada pelos eventuais campeões, Golden State Warriors.
Em 20 de abril de 2023, Tillman marcou 22 pontos e teve 13 rebotes na vitória por 103-93 contra o Los Angeles Lakers no Jogo 2 dos playoffs.

### Boston Celtics (2024–Presente)
Em 7 de fevereiro de 2024, Tillman foi negociado com o Boston Celtics em troca de Lamar Stevens e duas escolhas de segunda rodada. Ele ajudou os Celtics a vencer as Finais da NBA de 2024. Em 2 de julho de 2024, ele renovou seu contrato com os Celtics por 2 anos e US$4.7 milhões.

## Estatísticas da carreira

### NBA

#### Temporada regular
| Ano      | Equipe   | PJ  | PT | MPJ  | AP   | 3P   | LL   | RT  | AS  | BR  | TO  | PPJ |
| -------- | -------- | --- | -- | ---- | ---- | ---- | ---- | --- | --- | --- | --- | --- |
| 2020–21  | Memphis  | 59  | 12 | 18.4 | .559 | .338 | .642 | 4.3 | 1.3 | .7  | .6  | 6.6 |
| 2021–22  | Memphis  | 53  | 2  | 13.2 | .454 | .204 | .648 | 3.0 | 1.2 | .9  | .3  | 4.8 |
| 2022–23  | Memphis  | 61  | 29 | 19.3 | .614 | .267 | .551 | 5.0 | 1.6 | 1.0 | .5  | 7.0 |
| 2023–24  | Memphis  | 34  | 13 | 20.6 | .408 | .226 | .419 | 4.6 | 1.7 | 1.2 | 1.0 | 6.0 |
| 2023–24  | Boston † | 20  | 2  | 13.7 | .515 | .286 | .571 | 2.7 | 1.0 | .5  | .5  | 4.0 |
| Carreira | Carreira | 227 | 58 | 17.0 | .510 | .264 | .566 | 3.9 | 1.3 | .8  | .5  | 5.6 |

#### Play-In
| Ano  | Equipe  | PJ | PT | MPJ  | AP   | 3P   | LL   | RT  | AS | BR  | TO  | PPJ |
| ---- | ------- | -- | -- | ---- | ---- | ---- | ---- | --- | -- | --- | --- | --- |
| 2021 | Memphis | 2  | 0  | 16.7 | .444 | .667 | .250 | 4.0 | .5 | 1.5 | 1.0 | 5.5 |

#### Playoffs
| Ano      | Equipe   | PJ | PT | MPJ  | AP   | 3P    | LL    | RT  | AS  | BR | TO | PPJ |
| -------- | -------- | -- | -- | ---- | ---- | ----- | ----- | --- | --- | -- | -- | --- |
| 2021     | Memphis  | 3  | 0  | 6.0  | .200 | .000  | —     | 1.0 | .3  | .3 | .0 | .7  |
| 2022     | Memphis  | 9  | 6  | 15.4 | .720 | .500  | .500  | 3.3 | .7  | .7 | .1 | 4.4 |
| 2023     | Memphis  | 6  | 6  | 30.5 | .533 | .250  | .600  | 8.0 | 3.2 | .7 | .7 | 8.7 |
| 2024     | Boston † | 8  | 0  | 8.6  | .625 | 1.000 | 1.000 | 1.8 | .4  | .4 | .4 | 1.5 |
| Carreira | Carreira | 26 | 12 | 15.1 | .519 | .437  | .700  | 3.5 | 1.1 | .5 | .3 | 3.8 |

### Universitário
| Ano      | Equipe         | PJ  | PT | MPJ  | AP   | 3P   | LL   | RT   | AS  | BR  | TO  | PPJ  |
| -------- | -------------- | --- | -- | ---- | ---- | ---- | ---- | ---- | --- | --- | --- | ---- |
| 2017–18  | Michigan State | 35  | 0  | 8.7  | .650 | –    | .656 | 2.6  | .3  | .3  | .7  | 2.8  |
| 2018–19  | Michigan State | 39  | 14 | 24.0 | .605 | .296 | .732 | 7.3  | 1.6 | .9  | 1.7 | 10.0 |
| 2019–20  | Michigan State | 31  | 31 | 32.1 | .550 | .260 | .667 | 10.3 | 3.0 | 1.2 | 2.1 | 13.7 |
| Carreira | Carreira       | 105 | 45 | 21.6 | .601 | .278 | .684 | 6.7  | 1.6 | .7  | 1.5 | 8.8  |

Fonte:

## Prêmios e Homenagens
NBA
- Campeão da NBA: 2024

## Vida pessoal
Tillman é filho de Roosevelt Tillman e Tanya Powell-May. Sua mãe jogou basquete universitário por quatro anos pela Universidade de Michigan, sendo selecionado para a Segunda-Equipe da Big Ten em sua última temporada, em 1990, e deixando a instituição como líder histórica de rebotes. Seus pais se divorciaram em 2010 e compartilharam a guarda física e legal sobre ele.
Tillman tem três irmãos mais velhos, RJ, Ben e Parker, e uma irmã mais nova, Madisyn. Tillman e sua esposa, Tamia Tillman, têm uma filha, Ayanna Tillman, nascida em dezembro de 2016, e um filho, Xavier Jr., nascido em 17 de fevereiro de 2020. Tillman também tem outra filha, Leilani, nascida em 6 de março de 2022. A família morava junta em uma unidade habitacional familiar na Michigan State University. O técnico de Michigan State, Tom Izzo, atribuiu a Ayanna a melhora de Tillman como jogador de basquete.